# Komfortfokozat
A komfortfokozat a lakásnak, vagy szállodának (illetve társas „közlekedési területnek”) a helyiségekkel, valamint a „kényelmi berendezésekkel” (pl. közművek, fűtés, WC) való ellátottság – jogszabály által – meghatározott szintje. A fokozatok közötti különbségek: a fűtési mód (központos v. egyedi), melegvíz-ellátás, a szennyvíz-elvezetés megléte, a lakáson belüli vízellátás és WC. A „szükséglakás” nem komfortfokozat (sőt, jogilag nem is lakás), de a jogszabály ezek között definiálja azt: nem kell lakószobával rendelkeznie (fele alapterületű és falvastagságú, ablak nélküli is lehet a szoba) és nem kell egyedi fűtési móddal sem rendelkeznie. A „garzonlakás” nem tartozik a komfortfokozatok közé, az egy  egyszobás, legfeljebb 40 m2 alapterületű, főzőfülkével, WC-vel és mosdó- vagy zuhanyzóhelyiséggel ellátott lakás.

## Komfortfokozatok
1. Összkomfortos
2. Komfortos
3. Félkomfortos
4. Komfort nélküli
5. Szükséglakás

### Az egyes komfortfokozatok meghatározása
| Típus           | Jogszabályi meghatározás |
| --------------- | --- |
| Összkomfortos   | Az a lakás, amely legalább egy 12 m2-t meghaladó alapterületű lakószobával, főzőhelyiséggel, fürdőhelyiséggel és WC-vel, valamint közművesítettséggel, melegvíz-ellátással és központos fűtési móddal rendelkezik. |
| Komfortos       | Az a lakás, amely legalább egy 12 m2-t meghaladó alapterületű lakószobával, főzőhelyiséggel, fürdőhelyiséggel és WC-vel, valamint közművesítettséggel, melegvíz-ellátással és egyedi fűtési móddal rendelkezik. |
| Félkomfortos    | Az a lakás, amely a komfortos lakás követelményeinek nem felel meg, de legalább egy 12 m2-t meghaladó alapterületű lakószobával és főzőhelyiséggel, továbbá fürdőhelyiséggel vagy WC-vel, valamint legalább villany- és vízellátással, és egyedi fűtési móddal rendelkezik. |
| Komfort nélküli | Az a lakás, amely a félkomfortos lakás követelményeinek nem felel meg, de legalább egy 12 m2-t meghaladó alapterületű lakószobával és főzőhelyiséggel, továbbá a lakáson kívül WC (árnyékszék) használatával, valamint egyedi fűtési móddal rendelkezik és a vízvétel lehetősége biztosított. |
| Szükséglakás    | Az olyan helyiség (helyiségcsoport), amelynek (amelyben legalább egy helyiségnek) alapterülete a 6 m2 -t meghaladja, külső határoló fala legalább 12 cm vastag téglafal (vagy más anyagból épült ezzel egyenértékű fal), ablaka vagy üvegezett ajtaja van, továbbá fűthető és WC (árnyékszék) használata, valamint a vízvétel lehetősége biztosított. (Nem lakás, a jogszabályi fogalom szerint.) |

Megjegyzés:
- A fokozatok esetén főzőhelyiség hiányában a lakásnak (ide nem értve a Szükséglakást) „további, legalább 4 m2 alapterületű, a főzést lehetővé tevő, önálló szellőzésű lakótérrel, térbővülettel kell rendelkeznie”.
- A „duplakomfortos” és „luxus komfortfokozatú” fogalmakat a jogszabály nem ismeri, ezek az Összkomfortos fokozatba esnek. (Ezeket általában a 2 vagy több fürdőhelyiséggel, esetleg csak több WC-vel rendelkező lakásokra használják, leginkább az ingatlanhirdetésekben.)

### Fogalmak
- Lakás: Az olyan emberi szállás, tartózkodás (otthon) céljára szolgáló, általában műszakilag (építészetileg) is összefüggő önálló bejárattal rendelkező helyiségcsoport, amely a helyiségei, közművesítettsége, melegvíz-ellátása és fűtési módja alapján valamelyik komfortfokozatba (Összkomfortos–Komfort nélküli) sorolható (ilyen értelemben a Szükséglakás nem tekinthető lakásnak).
- Garzonlakás: Az egyszobás, legfeljebb 40 m2 alapterületű lakás, amely főzőfülkével, WC-vel és mosdó- vagy zuhanyzóhelyiséggel ellátott.[2]
- Lakószoba: az a lakóhelyiség, amelynek alapterülete a 12 m2-t meghaladja, külső fala legalább 25 cm vastag téglafal (vagy más anyagból épült ezzel egyenértékű fal), ablaka közterületre, udvarra, kertre vagy üvegezett verandára (folyosóra) nyílik; melegpadlója[3] van, fűthető és legalább egy kétméteres – ajtó és ablak nélküli – falfelülettel rendelkezik.
- Félszoba: a lakás 6 m2-nél nagyobb, de 12 m2-t meg nem haladó hasznos alapterületű fűthető és melegpadlós[3] olyan lakóhelyisége, amelynek közvetlen természetes megvilágítása és szellőzése van.
- Főzőhelyiség: konyha, főzőfülke:
  - Konyha: főzésre használt, 4 m2 és annál nagyobb alapterületű, általában természetes megvilágítással és szellőzéssel ellátott helyiség
  - Főzőfülke (teakonyha): főzés céljára szolgáló 2 m2-nél nagyobb, 4 m2-nél kisebb hasznos alapterületű, önálló szellőzéssel rendelkező helyiség.
- Közművesítettség: villany- és vízellátás, és szennyvíz-elvezetés.
- Melegvíz-ellátás: táv-, tömb-, egyedi központi, etage melegvíz-ellátás,[4] villanybojler, gáz vízmelegítő.
- Fűtési mód: 
  - Központos fűtési mód: táv-, egyedi központi vagy etage fűtés.[4]
  - Egyedi fűtési mód: szilárd- vagy olajtüzelésű kályhafűtés, elektromos hőtároló kályha, gázfűtés.